# Leptusa carolinensis
Leptusa carolinensis är en skalbaggsart som beskrevs av Roberto Pace 1989. Leptusa carolinensis ingår i släktet Leptusa och familjen kortvingar. Inga underarter finns listade i Catalogue of Life.